# Quod votis
Quod votis, en español, "Aquellos deseos", es la octogésima segunda encïclica de León XIII, dirigida a los cardenales, arzobispos y obispos de Austro-Hungría, en que muestra su alegría ante la noticia de la prevista pronta fundación en aquella nación de una nueva universidad católica.

## Contenido
Se trata de un texto breve, cuyo íncipit supone ya un resumen de su contenido

Quod votis decessorum vestrorum, multurumque annorum opera praeparatum, absolutionen tamen perfecctionemque ad haec usque tempora desideravit, maximo nunc cum gaudio nunciatis properare feliciter ad exitum. Nam sunt fere in promptu praesidia ad catholicam Studiorum Universitatem condendam, unusque est omnium vestrum consensus posse iam admoveri manus ad magnum illud Lyceum constituendum, cuis mansit quidem longior, quam debuit, expectatio. at opportuna item et apta ratio succrevit.
Con gran alegría se anuncia ahora que el objeto de los deseos de sus predecesores, en el que se ha estado trabajando durante muchos años, avanza rápidamente hacia su feliz conclusión. Pues, todo lo que se requiere para fundar una Universidad Católica, está casi al alcance de la mano;  y consideráis  que ahora se pueden ya aplicar los toques finales para establecer esta gran Institución de enseñanza, a la que hemos tenido que aguardar más de lo que esperábamos, pero su finalización se ha producido en el momento adecuado y oportuno.
Íncipit de Quod votis

Añade el papa su beneplácito ante esa iniciativa y les anima a concluir los trabajos necesarios, contando con la generosidad y aprobación de los fieles que se beneficiarán de esta universidad. Por lo demás, les indica que en cuanto a los detalles de esta institución y su estudio queda encomendado a la Sagrada Congregación de Estudios  